# Parti national démocrate
Le Parti national démocrate (en indonésien : Partai Nasional Demokrat), plus connu sous son abréviation de NasDem, est un parti politique indonésien fondé en 2011 par l'industriel des médias Surya Paloh. 

## Historique

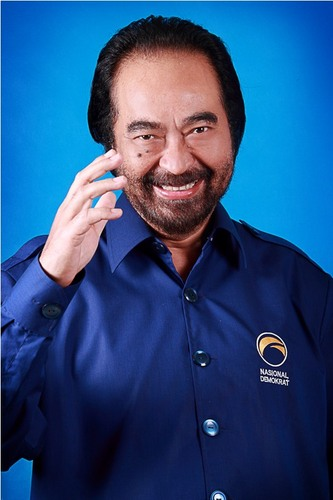
Surya Paloh.

Le Parti tire ses origines d'une association axée sur la jeunesse appelée Nasional Demokrat et fondée en 2010 par Surya Paloh, propriétaire de la chaîne d'information MetroTV, et par Hamengkubuwono X, sultan de Yogyakarta. Lors de son lancement, il est largement couvert par les médias appartenant à Surya Paloh. En 2011, Hamengkubuwono quitte l'organisation, mécontent de son évolution et des transformations vers une organisation se rapprochant d'un parti politique. Moins d'un mois plus tard, Surya Paloh forme le Parti Nasdem et nomme l'ancien membre du Parti du mandat national (PAN) Patrice Rio Capella comme président[réf. nécessaire]. 
Le parti est officiellement déclaré le 26 juillet 2011, bien qu'il se soit préalablement enregistré auprès du ministère de la Justice et des Droits humains en mars,,. Lors de sa première convention  en janvier 2013, Surya Paloh est nommée président du parti pour la période 2013-2018. La convention lui confère également le pouvoir de déterminer la stratégie et les politiques du parti pour remporter les élections de 2014. Le même mois, l'un des fondateurs et bailleurs de fonds, le magnat des médias Hary Tanoesoedibjo (Media Nusantara Citra), quitte le parti pour protester contre cette nomination et rejoint le Parti de la conscience du peuple (Hanura), dirigé par l'ancien général Wiranto. Fin 2013, le parti Nasdem dépose sa candidature aux élections de 2014. La Commission des élections générales (KPU) annonce que le Nasdem est alors le seul nouveau parti à satisfaire à toutes les exigences requises. Il concouru à ces élections, avec douze autres partis nationaux. 
Avant de fonder le parti, Surya Paloh était membre senior du parti Golkar depuis 40 ans, et président du conseil consultatif du parti. Il a été candidat à la nomination de son parti pour l'élection présidentielle, lors de la convention de Golkar de 2004, mais a perdu. 
Pendant la campagne électorale de 2014, la Commission indonésienne audiovisuelle critique le média de Surya Paloh, MetroTV, pour sa couverture excessive du NasDem.

## Résultats électoraux

### Résultats aux élections législatives
| Élection | Bulletin | Sièges   | Voix       | Voix   | Variation                       | Chef du parti |
| Élection | Bulletin | Sièges   | Nombre     | Part   | Variation                       | Chef du parti |
| -------- | -------- | -------- | ---------- | ------ | ------------------------------- | ------------- |
| 2014     | 1        | 36 / 560 | 8 402 812  | 6,72 % | 36 sièges Coalition gouvernante | Surya Paloh   |
| 2019     | 5        | 59 / 575 | 12 661 792 | 9,05 % | 23 sièges Coalition gouvernante | Surya Paloh   |

### Résultats aux élections présidentielles
Lors des élections présidentielles, le NasDem concourt avec l'alliance formée autour de Joko Widodo, du Parti démocratique indonésien de lutte (PDIP).
| Élection | Bulletin | Candidat à la présidence | Candidat à la vice-présidence | Voix       | Voix    | Résultat  |
| Élection | Bulletin | Candidat à la présidence | Candidat à la vice-présidence | Nombre     | Part    | Résultat  |
| -------- | -------- | ------------------------ | ----------------------------- | ---------- | ------- | --------- |
| 2014     | 2        | Joko Widodo (PDIP)       | Jusuf Kalla (indépendant)     | 70 997 833 | 53,15 % | Remportée |
| 2019     | 01       | Joko Widodo (PDIP)       | Ma'ruf Amin (indépendant)     | 85 607 362 | 55,50 % | Remportée |